# The Wooden Box (Pelican)
The Wooden Box è una raccolta del gruppo musicale statunitense Pelican, pubblicata il 19 ottobre 2010 dalla Viva Hate Records.

## Descrizione
Pubblicato in tiratura limitata a 500 copie, si tratta di un cofanetto contenente tutti gli album in studio e i tre EP realizzati dal gruppo nell'arco dei loro dieci anni di attività.

## Tracce
Untitled (2001)
- Lato A

1. Pulse – 4:01
2. Mammoth – 4:57
3. Forecast for Today – 7:29

- Lato B

1. The Woods – 12:57

Australasia (2003)
- Lato A

1. Nightendday – 11:14

- Lato B

1. Drought – 8:23
2. GW – 3:34

- Lato C

1. Angel Tears – 10:59
2. () – 5:20

- Lato D

1. Australasia – 10:48

March into the Sea (2005)
- Lato A

1. March into the Sea – 20:28

- Lato B

1. Angel Tears (Justin Broadrick Remix) – 12:22

The Fire in Our Throats Will Beckon the Thaw (2005)
- Lato A

1. Last Day of Winter – 9:36
2. Autumn into Summer – 10:44

- Lato B

1. March to the Sea – 11:37
2. Untitled – 4:43

- Lato C

1. Red Ran Amber – 11:20

- Lato D

1. Aurora Borealis – 4:55
2. Sirius – 5:47

City of Echoes (2007)
- Lato A

1. Bliss in Concrete – 5:30
2. City of Echoes – 7:05
3. Spaceship Broken–Parts Needed – 6:04
4. Winds with Hands – 3:57

- Lato B

1. Dead Between the Walls – 5:06
2. Lost in the Headlights – 4:09
3. Far from Fields – 5:17
4. A Delicate Sense of Balance – 5:24

Ephemeral (2009)
- Lato A

1. Embedding the Moss – 7:44

- Lato B

1. Ephemeral – 5:23
2. Geometry of Murder – 7:35 – originariamente interpretata dagli Earth

What We All Come to Need (2009)
- Lato A

1. Glimmer – 7:31
2. The Creeper – 7:20
3. Ephemeral – 5:09

- Lato B

1. Specks of Light – 7:46
2. Strung Up from the Sky – 5:12
3. An Inch Above Sand – 4:14

- Lato C

1. What We All Come to Need – 6:47
2. Final Breath – 7:29

- Lato D

1. The Creeper (Live)
2. An Inch Above Sand (Live)
3. What We All Come to Need (Demo)

## Formazione
Gruppo
- Trevor Shelley-de Brauw – chitarra
- Laurent Schroeder-Lebec – chitarra
- Larry Herweg – batteria
- Bryan Herweg – basso

Altri musicisti
- Andrew Furse – sega in ()
- Chris de Brauw – flauto in March into the Sea
- Dylan Carlson – chitarra aggiuntiva in Geometry of Murder
- Ben Verellen – basso aggiuntivo in Glimmer
- Greg Anderson – chitarra aggiuntiva in The Creeper
- Aaron Turnip – chitarra aggiuntiva in What We All Come to Need
- Allen Epley – voce aggiuntiva in Final Breath